# 心绞痛
心絞痛（angina），又稱狹心症，是心肌缺血引起的胸痛，一般是由冠狀動脈阻塞或痙攣所導致。冠狀動脈疾病是心血管的動脈粥樣硬化，為心絞痛的主要原因。心絞痛的原文「angina」源自拉丁文的「angere」，意即「絞痛」。
心肌缺乏血液供應時，患者會感到胸前有壓迫感。一般人常用疼痛的大小評估心絞痛的嚴重度，然而疼痛和心肌缺氧的程度並沒有直接相關。也就是說，嚴重的疼痛不一定是心臟病突發；而心臟病突發可能也不會有胸痛的現象。
不穩定心絞痛和急性冠狀動脈症候群相關，症狀是疼痛加劇、休息時突然產生的疼痛，以及疼痛持續超過15分鐘。這些現象可能是心肌梗塞（心臟病突發）的前兆，要假定為心肌梗塞馬上進行急救。

## 分類

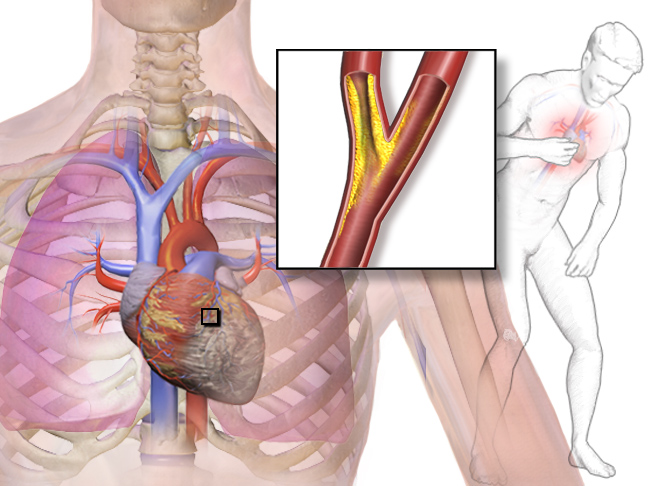
心絞痛的示意圖

### 穩定性心絞痛
穩定性心絞痛，或稱「運動引發的心絞痛」，指肇因於心肌缺氧而導致的典型心絞痛。其典型的病癥是於從事某些活動（如跑步、走路等）後所產生的胸部不適感等症狀，但在休息或舌下含服硝酸甘油後即會緩解。通常而言，穩定性心絞痛會在停止活動後的幾分鐘內減輕，但若繼續活動時則又復發，因此也有可能被診斷為下肢間歇性跛行（intermittent claudication）。此症的其他誘發因子包括低溫、不當飲食及焦慮。

### 不穩定性心絞痛
不穩定性心絞痛（簡稱UA），或稱漸進型心絞痛（crescendo angina），是急性冠心症的一種，其定義為會隨著時間改變或惡化的心絞痛。。
不穩定性心絞痛至少具有以下3個癥狀之一：
1. 就算在休息或從事簡單活動時也會發作，通常疼痛會持續10分鐘以上。
2. 每次發作都比上一次更嚴重（例如較4到6週前嚴重）。
3. 症狀隨著每次發作而加重（例如更痛、持續更久或更常發生）。

即便當時患者未在從事任何活動，不穩定性心絞痛仍然可能無預警的突然發生，而這相當可能是心臟病即將發作的徵兆。穩定性與不穩定性心絞痛的區別在於動脈粥樣硬化的病態生理學不同，後者是因血小板瞬時聚集在正常的內皮細胞中、或是因冠狀動脈痙攣與冠狀動脈血栓而導致的冠狀動脈血流量下降所引發。不穩定性心絞痛的病程從動脈粥樣硬化開始，接著是發炎及血管中產生不穩定的斑塊。斑塊成為血栓之後將導致急性冠心症，若不加以治療則最後心臟細胞將會壞死（心肌梗塞）。研究顯示，有64%的不穩定性心絞痛是發生在晚間8點至隔日早上8點這段患者正在休息的時間內。
患有穩定性心絞痛時，細胞會形成纖維化帽狀蓋（fibrous cap）覆蓋住發展中的動脈粥狀硬化處。而在患有不穩定性心絞痛時，此蓋可能會破損，導致血栓沉澱並進一步減少冠狀血管血管腔的面積，這解釋了為什麼在許多不穩定性心絞痛的病歷中，病程進展與病患從事的活動並無關連性。

### 心臟X症候群
心臟X症候群（Cardiac syndrome X），也稱為顯微血管性心絞痛，是因患者會出現類似心絞痛患者的胸痛而得名，但冠狀動脈攝影檢查下其心外膜冠狀動脈（心臟表面除主動脈外，最大的動脈）卻是正常。此症候群的原始定義亦包括在運動時的缺血性變化（血管壓力測試也有類似結果），但冠狀動脈正常。目前還不清楚心臟X症候群的主要原因，不過原因大致和心臟的小血管中，因內皮功能失調造成的微小阻力以及血流量下降（可能是因為痙攣）有關。因為心臟X症候群沒有冠狀動脈阻塞的症狀，不容易識別以及診斷。心臟X症候群以前曾視為是良性的症狀，不過現有的資料已不支持這種論點。包括女性缺血綜合症評估（Women's Ischemia Syndrome Evaluation）在內的研究指出：心臟X症候群是缺血型心臟病病理學發展的一部份，也許可以解釋女性心絞痛的比例比男性要高，並且常常在沒有冠狀動脈阻塞的情形下出現缺血型心臟病以及急性冠狀動脈症候群的原因。

## 治療
硝酸甘油(nitroglycerin)是最特定的藥物來治療心絞痛。
當心絞痛發作時患者應該立即休息下來，以減輕心臟的負擔。一般來說，病人停止活動後，其心絞痛會消除。病人也可舌下含服（吞下無效）硝酸甘油藥片。使用硝酸甘油片時，如到第3片仍然無效，應速往急症室求醫。

## 延伸閱讀
- Information on ACTION - A Coronary Disease Trial Investigating Outcome with Nifedipine GITS in Patients with chronic stable angina pectoris

## 外部連結
- 心絞痛藥
- 15歲胸痛罕見 動脈痙攣作祟 陳靜萍/台中/中央社DEC-18-2012 17:39:09 PM
- Treatment of stable angina recommendations for patients in layman terms
- British Heart Foundation - Angina
- Angina Pectoris Animation Video 3D （页面存档备份，存于）
- Guidelines on the management of stable angina pectoris - European Society of Cardiology （页面存档备份，存于）
- Heart Attack and Angina Statistics by American Heart Association : Final 2006 statistics for the United States